# Cronologia da Idade Média

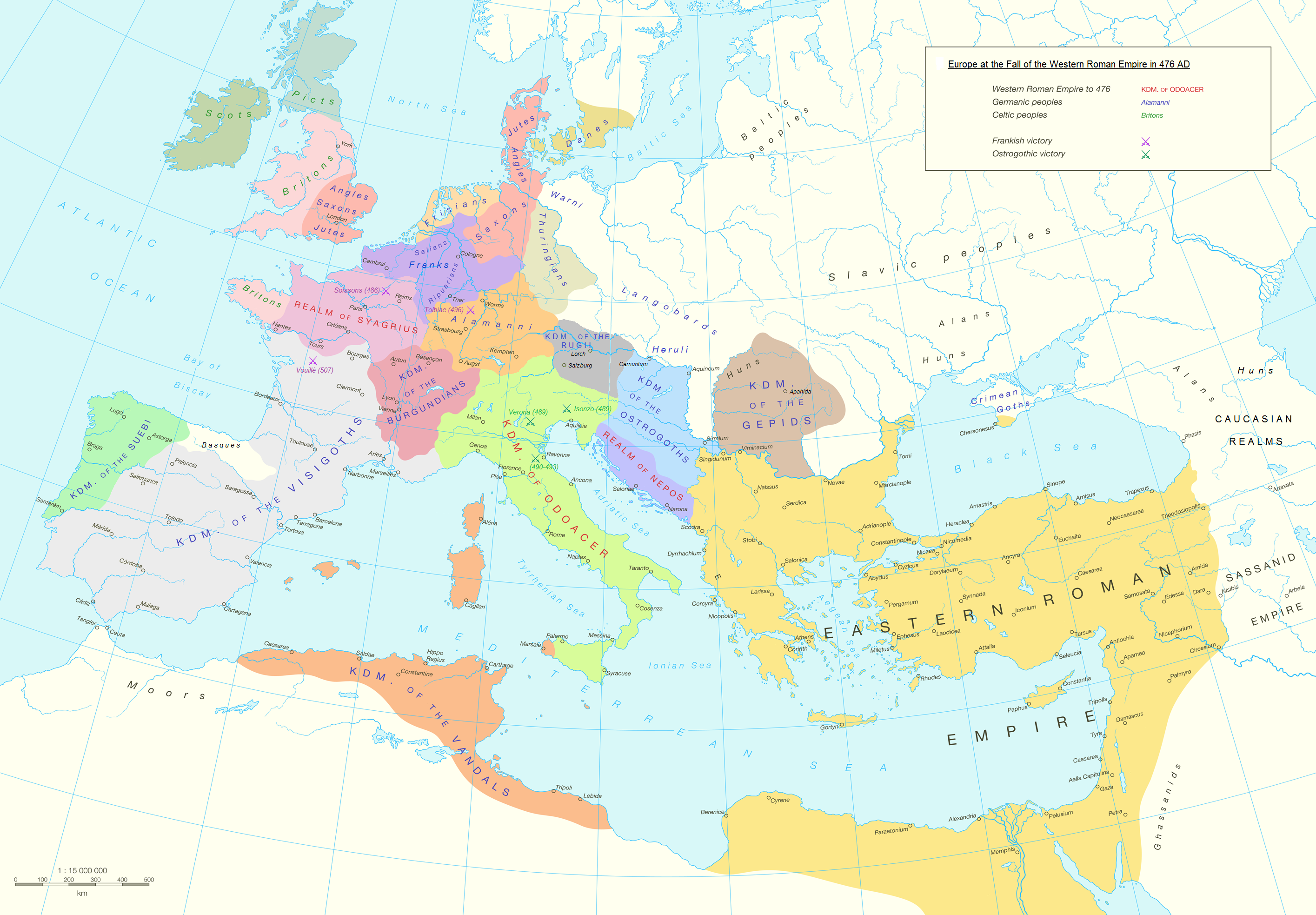
Divisão do Império Romano do Ocidente após a queda em 476

Esta cronologia da idade média, que lista eventos históricos do passado médio documentado desde a queda do Império Romano do Ocidente até a queda de Constantinopla.

## Século V
| Ano | Data | Evento | Nota                          |
| --- | ---- | --- | ----------------------------- |
| 406 |      | Vândalos, suevos e burgúndios cruzam os limes de Roma e invadem a Gália                                         | Início das invasões bárbaras. |
| 410 |      | Saque de Roma dos visigodos de Alarico I                                                                        |                               |
| 416 |      | Os visigodos conquistam Espanha.                                                                                |                               |
| 428 |      | Os vândalos começam a conquistar o norte da África.                                                             |                               |
| 449 |      | Átila parado por forças romanas-bárbaras em Batalha dos Campos Cataláunicos.                                    |                               |
| 451 |      | Átila destrói Aquileia e causa a fundação de Veneza como refugiado.                                             |                               |
| 455 |      | Saque de Roma dos vândalos.                                                                                     |                               |
| 476 |      | O último imperador romano, Rómulo Augusto, é deposto por Odoacro; queda do Império Romano do Ocidente           |                               |
| 481 |      | Clóvis torna-se primeiro rei dos francos.                                                                       |                               |
| 493 |      | Teodorico I funda o reino dos ostrogodos na Itália.                                                             |                               |
| 496 |      | Clóvis cobra ao Cristianismo que submeter ao papa, torna-se primeiro soberano a reconhecer a autoridade romana. |                               |

## Século VI
| Ano     | Data        | Evento                                                                       | Nota                            |
| ------- | ----------- | ---------------------------------------------------------------------------- | ------------------------------- |
| 507     |             | Os francos derrotam os visigodos, obrigando-os a atravessar ao Pirineus.     |                                 |
| 527     | 1 de agosto | Justiniano torna-se imperador romano do Oriente.                             |                                 |
| 529—534 |             | Publicação do Corpus iuris civilis                                           |                                 |
| c. 529  |             | Bento de Núrsia funda o Abadia de Monte Cassino.                             | Fundação da Ordem de São Bento. |
| 534     |             | Os bizantinos, com Belisário, conquistam o Norte da África para os vândalos. |                                 |
| 541     |             | A pandemia da praga de Justiniano                                            |                                 |
| 552     |             | Os bizantinos conquistaram a Itália.                                         |                                 |
| 563     |             | Columbano funda a missão de Iona.                                            |                                 |
| 568     |             | O Reino Lombardo é fundado na Itália.                                        |                                 |
| 571     |             | Nascimento de Maomé.                                                         |                                 |
| 590     |             | Gregório Magno torna-se Papa.                                                |                                 |

## Século VII
| Ano | Data | Evento                                                    | Nota                                                         |
| --- | ---- | --------------------------------------------------------- | ------------------------------------------------------------ |
| 622 |      | Maomé funda o Islamismo.                                  |                                                              |
| 627 |      | Batalha de Nínive entre bizantinos e persas.              |                                                              |
| 631 |      | Morte de Maomé.                                           | Por este ponto, toda a Arábia é muçulmana.                   |
| 632 |      | Abu Bakr torna-se primeiro califa muçulmano.              |                                                              |
| 638 |      | Jerusalém tomada por muçulmanos.                          |                                                              |
| 642 |      | Batalha de Niavende, os muçulmanos conquistaram a Pérsia. |                                                              |
| 643 |      | Muçulmanos tomam Alexandria do Egito.                     |                                                              |
| 650 |      | Os eslavos completam a ocupação dos Bálcãs.               |                                                              |
| 663 |      | Sínodo de Whitby.                                         | O Cristianismo romano triunfa sobre os celtas na Inglaterra. |
| 681 |      | Fundação do Império Búlgaro                               |                                                              |
| 698 |      | Os muçulmanos invadem Cartago.                            |                                                              |

## Século VIII
| Ano | Data | Evento                                                    | Nota |
| --- | ---- | --------------------------------------------------------- | --- |
| 711 |      | Muçulmanos invadem Espanha.                               | |
| 718 |      | Segunda invasão muçulmana a Constantinopla falha.         | |
| 726 |      | Início da iconoclastia sob Leão III de Bizâncio.          | |
| 728 |      | Doação de Sutri.                                          | Primeiro núcleo do estado da Igreja. O texto falsificado da Doação de Constantino começou a circular naquela época. |
| 732 |      | Batalha de Poitiers, Carlos Martel derrota os muçulmanos. | Um episódio talvez ampliado pela propaganda carolíngia.                                                             |
| 750 |      | Início do califado de Abássida.                           | |
| 751 |      | Pepino, o Breve funda a dinastia Carolíngia.              | |
| 754 |      | Pipino dar o centro da Itália ao Papa.                    | Início do poder temporal do estado da Igreja                                                                        |
| 755 |      | Martírio de Bonifácio, apóstolo da Alemanha               | |
| 768 |      | Início do reinado de Carlos Magno                         | |
| 778 |      | Batalha de Roncesvales.                                   | Mais importante para a tradição da literatura épica do que para a história.                                         |
| 793 |      | Sacco de Lindisfarne.                                     | Primeiro ataque de vikings à Grã-Bretanha.                                                                          |

## Século IX
| Ano     | Data           | Evento                                                                                           | Nota                                                                             |
| ------- | -------------- | ------------------------------------------------------------------------------------------------ | -------------------------------------------------------------------------------- |
| 800     | 25 de dezembro | Carlo Magno coroado imperador escolhido pelo Papa Leão III.                                      |                                                                                  |
| 814     |                | Morte de Carlos Magno.                                                                           |                                                                                  |
| 827     |                | Os muçulmanos invadem a Sicília.                                                                 |                                                                                  |
| 840     |                | Os muçulmanos tomam Bari e uma grande parte do sul da Itália.                                    |                                                                                  |
| 843     |                | Divisão do Império carolíngio através do Tratado de Verdun.                                      | O Reino Franco e o futuro Sacro Império Romano-Germânico nascem da fragmentação. |
| 862     |                | O varangianos fundam o primeiro principado da Rússia, primeiro para Novgorod e depois para Kiev. |                                                                                  |
| 871     |                | Alfredo, o Grande é o primeiro rei da Inglaterra unificado.                                      | Defesa contra invasores dinamarqueses.                                           |
| 874     |                | Islândia é colonizada por normandos.                                                             |                                                                                  |
| 885     |                | Os santos Cirilo e Metódio chegam na Bulgária.                                                   | Criação do alfabeto cirílico.                                                    |
| 885—886 |                | Os normandos atacam Paris.                                                                       |                                                                                  |
| 887     |                | Capitular de Quierzy.                                                                            | Carlos, o Calvo torna os grandes feudos transmissíveis por herança.              |

## Século X
| Ano | Data | Evento                                                                                       | Nota                                                    |
| --- | ---- | -------------------------------------------------------------------------------------------- | ------------------------------------------------------- |
| 911 |      | Os normandos de Rolão se estabelecem na atual Normandia.                                     |                                                         |
| 917 |      | Batalha de Anquíalo, Simeão, o Grande derrota os bizantinos.                                 | O título imperial é reconhecido aos soberanos búlgaros. |
| 927 |      | A Igreja Ortodoxa Búlgara, a primeira igreja nacional independente na Europa, é reconhecida. |                                                         |
| 955 |      | Batalha de Lechfeld, Otão I derrota os húngaros.                                             |                                                         |
| 962 |      | Otão I, é coroado como o primeiro imperador Romano-Germânico.                                |                                                         |

## Século XI
| Ano  | Data       | Evento | Nota                                                                       |
| ---- | ---------- | --- | -------------------------------------------------------------------------- |
| 1018 |            | Os bizantinos sob Basílio II conquistam a Bulgária.                                                       |                                                                            |
| 1037 | 28 de maio | Nomeação de honorários                                                                                    | Mesmo os feudos menores tornam-se transmissíveis hereditários.             |
| 1049 |            | Eleito Papa Leão IX                                                                                       |                                                                            |
| 1054 |            | Cisma do Oriente                                                                                          | Divisão entre cristãos latinos (católicos) e gregos (ortodoxos).           |
| 1066 |            | Guilherme, o Conquistador invade com sucesso a Inglaterra e se torna rei depois de Batalha de Hastings.   |                                                                            |
| 1067 |            | Papa Gregório VII é eleito.                                                                               | O período da Reforma começa.                                               |
| 1071 |            | Os turcos derrotam os bizantinos na batalha de Manzicerta.                                                |                                                                            |
| 1077 |            | Penitência de Canossa durante a Questão das Investiduras.                                                 |                                                                            |
| 1086 |            | Domesday Book, recenseamento das terras inglesas para a organização estatal de Guilherme, o Conquistador. |                                                                            |
| 1088 |            | Fundação da Universidade de Bolonha.                                                                      |                                                                            |
| 1095 |            | Concílio de Clermont                                                                                      | Papa Urbano II mobilize o mundo cristão para o que será a Cruzada Popular. |
| 1098 |            | Fundação da Ordem de Cister.                                                                              |                                                                            |
| 1099 |            | Primeira Cruzada, Jerusalém é re-tirado dos muçulmanos sobre o pedido de Papa Urbano II.                  |                                                                            |

## Século XII
| Ano  | Data         | Evento                                                                             | Nota                                                                                               |  |
| ---- | ------------ | ---------------------------------------------------------------------------------- | -------------------------------------------------------------------------------------------------- |  |
| 1118 |              | Fundação da Ordem dos Templários.                                                  | |  |
| 1123 |              | Primeiro Concílio de Latrão e Concordata de Worms.                                 | |  |
| 1139 |              | Segundo Concílio de Latrão                                                         | Declarou o celibato sacerdotal e outras questões.                                                  |  |
| 1147 |              | Segunda Cruzada, após a capitulação do Condado de Edessa, um dos estados cruzados. | Alguns soberanos estão abertos, mas acaba por ser um fracasso.                                     |  |
| 1158 |              | Fundação da Liga Hanseática.                                                       | |  |
| 1179 |              | Terceiro Concílio de Latrão                                                        | Eleição papal limitada apenas a cardeais, condenação de simonia e da eleição episcopal por leigos. |  |
| 1184 |              | Estabelecimento da Inquisição.                                                     | |  |
| 1187 | 2 de outubro | Saladino entra Jerusalém.                                                          | |  |
| 1189 |              | Terceira Cruzada                                                                   | |  |

## Século XIII
| Ano       | Data | Evento                                                                              | Nota                                                                    |
| --------- | ---- | ----------------------------------------------------------------------------------- | ----------------------------------------------------------------------- |
| 1204      |      | Saque de Constantinopla durante a Quarta Cruzada.                                   | Estabelecimento de Império Latino de Constantinopla.                    |
| 1205      |      | Batalha de Adrianópolis, os búlgaros derrotam os bizantinos.                        |                                                                         |
| 1208      |      | Papa Inocêncio III proclama a Cruzada Albigense, contra Catarismo no sul da França. | Anexação da Provença ao Reino da França.                                |
| 1211      |      | Gengis Cã unifica as populações mongóis.                                            |                                                                         |
| 1212      |      | Cruzada expulsar os muçulmanos do norte da Espanha.                                 |                                                                         |
| 1215      |      | Magna Carta assinado pelo rei inglês.                                               | Primeira submissão de um soberano que concorda em limitar seus poderes. |
| 1215      |      | Quarto Concílio de Latrão                                                           |                                                                         |
| 1216      |      | O Papa reconhece a Ordem dos Pregadores.                                            |                                                                         |
| 1223      |      | Fundação da Ordem dos Frades Menores.                                               |                                                                         |
| 1227      |      | Morte de Gengis Cã. O Império Mongol já é expandida pelos seus sucessores.          |                                                                         |
| 1241      |      | Extensão máxima do Império Mongol antes de dividir.                                 |                                                                         |
| 1271—1295 |      | Marco Polo viaja para Ásia.                                                         |                                                                         |
| 1273      |      | Rodolfo I é o primeiro imperador da dinastia dos Habsburgos.                        |                                                                         |
| 1284      |      | Rusticiano de Pisa publica As Viagens de Marco Polo.                                |                                                                         |

## Século XIV
| Ano  | Data          | Evento                                                      | Nota                                          |
| ---- | ------------- | ----------------------------------------------------------- | --------------------------------------------- |
| 1307 | 13 de outubro | Filipe I de Castela declara o fim da Ordem dos Templários.  |                                               |
| 1309 |               | Início do Papado de Avinhão                                 |                                               |
| 1337 |               | A Guerra dos Cem Anos começa entre a França e a Inglaterra. |                                               |
| 1347 |               | A peste negra chega à Europa.                               | O pico da pandemia ocorreu entre 1348 e 1350. |
| 1378 |               | Início da Grande Cisma do Ocidente.                         |                                               |

## Século XV
| Ano  | Data | Evento                                                                     | Nota |  |
| ---- | ---- | -------------------------------------------------------------------------- | --- |  |
| 1417 |      | Concílio de Constança                                                      | Todos os papas e antipapas são estabelecidos e Papa Martinho V é eleito, o fim da Grande Cisma do Ocidente. |  |
| 1429 |      | Joana d'Arc dá sua ajuda no Cerco de Orleães.                              | |  |
| 1430 |      | Captura, julgamento e sentença de morte de Joana d'Arc.                    | |  |
| 1453 |      | Fim da Guerra dos Cem Anos                                                 | O único domínio continental de Calais permanece para os ingleses.                                           |  |
| 1453 |      | Queda de Constantinopla pelos turcos otomanos.                             | |  |
| 1454 |      | Johannes Gutenberg imprimir a primeira Bíblia com a técnica do tipo móvel. | |  |
| 1455 |      | Início da Guerra das Rosas na Inglaterra.                                  | |  |
| 1492 |      | Fim da Reconquista.                                                        | |  |
| 1492 |      | Isabel I de Castela financia Cristóvão Colombo                             | Descobrimento da América, embora Colombo acreditasse por toda uma vida em encontrar as Índias.              |  |